# Eugeniusz Wikiera
Eugeniusz Wikiera (ur. 18 lutego 1889 w Jaworowie, zm. ?) – doktor praw, sędzia, kapitan rezerwy służby sprawiedliwości Wojska Polskiego.

## Życiorys
Urodził się 18 lutego 1889 w Jaworowie, w rodzinie Tomasza i Wiktorii z Kubrakiewiczów. Został absolwentem C. K. I Gimnazjum w Jarosławiu. Do 1914 był członkiem Polskich Drużyn Strzeleckich. Po wybuchu I wojny światowej wstąpił do Legionów Polskich i został żołnierzem 2 Pułku Piechoty. Brał udział w kampanii karpackiej, później pracował w sądzie polskim do 1917. W 1917 został mianowany sędzią śledczym w Opatowie przy Sądzie Okręgowym w Radomiu. Z tego stanowiska 19 lipca 1921 został mianowany sędzią Sądu Okręgowego w Radomiu.
Ukończył studia prawnicze na Wydziale Prawa Uniwersytetu Lwowskiego w 1918. Uzyskał tytuł doktora praw. Po odzyskaniu przez Polskę niepodległości został awansowany do stopnia kapitana rezerwy w korpusie oficerów sądowych ze starszeństwem z 1 czerwca 1919. Następnie przeszedł do sądownictwa państwowego. Sprawował stanowisko sędziego okręgowego i wiceprezesa Sądu Okręgowego w Radomiu do 1932, wiceprezesa SO w Lublinie do 1934. Do lutego 1937 był prezesem Sądu Okręgowego w Stryju, po czym został przeniesiony na stanowisko wiceprezesa Sądu Apelacyjnego w Poznaniu wskutek mianowania z 31 grudnia 1936. Stanowisko objął 10 lutego 1937 zostając jednocześnie przewodniczącym wydziału karnego w SA w Poznaniu. Był prezesem Towarzystwa Prawniczego, prezesem koła Stowarzyszenia Sędziów i Prokuratorów. Publikował artykuły w dziedzinie sądownictwa.
W 1922 jego żoną została Maria z Kitlińskich.

## Ordery i odznaczenia
- Złoty Krzyż Zasługi (dwukrotnie: 1937[11], 28 czerwca 1939[12])